# Mantee (Mississippi)
Pour les articles homonymes, voir Mantee.
Mantee est un village américain situé dans le comté de Webster, dans le Mississippi. Selon le recensement de 2020, sa population est de 237 habitants.